# DB-Baureihe 746.0

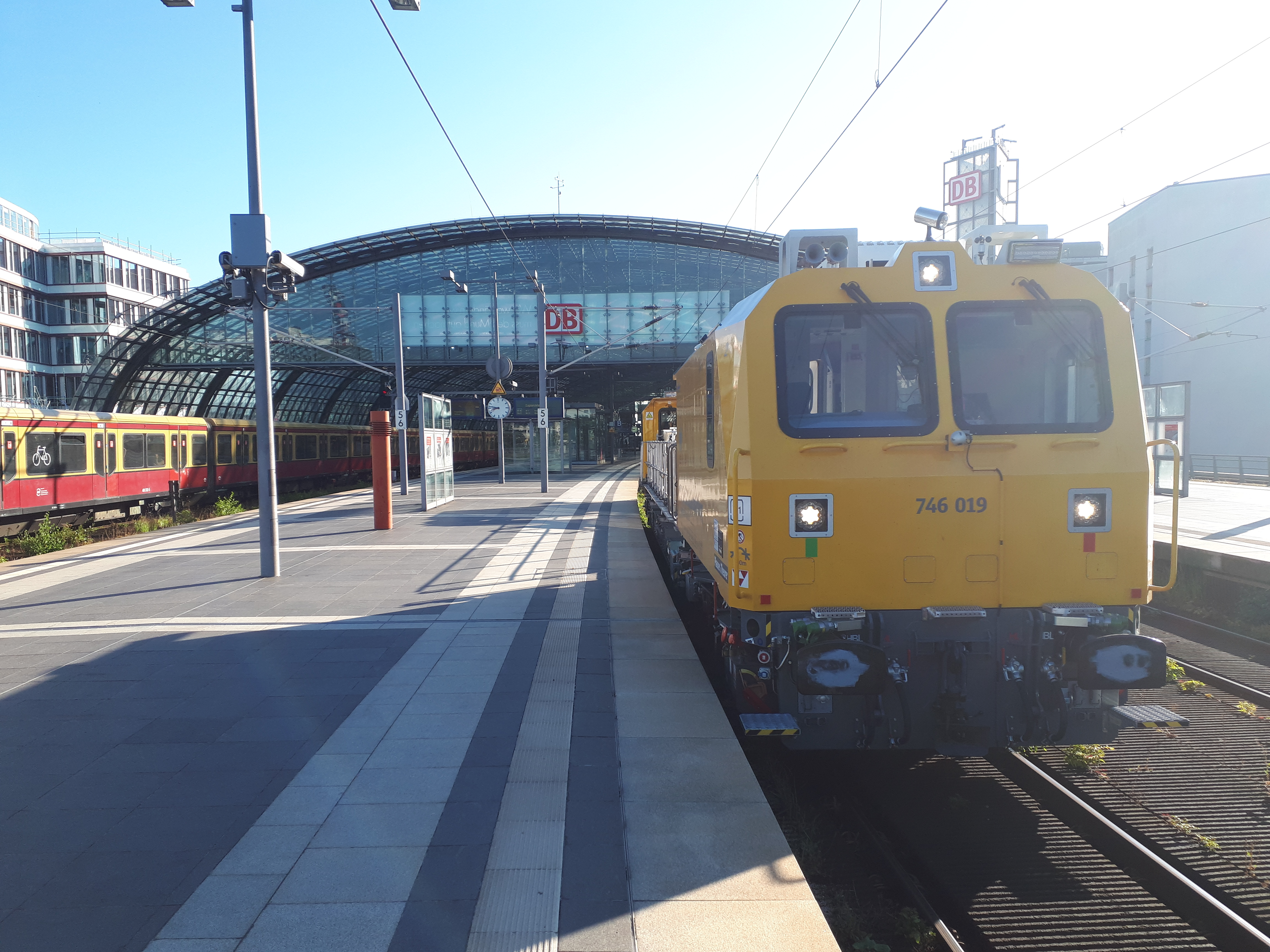
746 019

Die Baureihe 746.0 umfasst Gleisarbeitsfahrzeuge der DB Netz. Als Bahndienstfahrzeuge sind die Triebwagen bei der Fahrbahninspektion und -instandhaltung sowie bei der Vegetationspflege im Einsatz.

## Geschichte
Die Konstruktionsphase wurde mit einem Design Freeze im Mai 2017 beendet. Der erste von 28 Triebwagen (746 001) war im Dezember 2017 fertiggestellt und im April 2018 zugelassen. Die Übergabe an die Deutsche Bahn erfolgte am 27. April, er wurde auf den Namen Hummel getauft. Anschließend wurde ein achtwöchiger Probebetrieb mit Schulungen der Triebfahrzeugführer und der Werkstatt Duisburg durchgeführt, um eine Inbetriebnahme im Juli 2018 zu erreichen.

## Einsatzzweck
Zur Inspektion und Instandhaltung der Gleise können Schienen bis 20 Meter und Oberbaumaterialien bis 13 Meter Länge sowie erforderliches Werkzeug auf dem Fahrzeug transportiert werden. Die Fahrzeuge sind mit einem Kran sowie teilweise einem Arbeitskorb ausgerüstet. Ein Schwellenfachgreifer ermöglicht den Wechsel von Einzelschwellen.
Weiterhin ist ein Einsatz zur Vegetationskontrolle und -beseitigung vorgesehen. Hierzu können Anbaugeräte wie Mulcher, Ast- und Heckenschere oder Holzgreifer am Fahrzeug montiert werden.
Die Fahrzeuge sind für den Einbau von ETCS-Fahrzeuggeräten und die Ausrüstung mit leichter Schneeräumtechnik vorbereitet. Für den Digitalen Knoten Stuttgart kann eine ETCS-Ausrüstung durch den Bund gefördert werden. Eine entsprechende Ausrüstung ist inzwischen geplant.